# Itab Shop Concept AB
Itab Shop Concept AB är ett svenskt tillverkningsföretag med säte i Jönköping. Det säljer, utvecklar och tillverkar butiksinredningar och utrustning till butikskedjor inom dagligvaru- och fackhandel i Norden, Baltikum, Benelux, Storbritannien, Tyskland, Centraleuropa och Ryssland.
Itab har sina rötter från 1937, då Karl Rothweiler startade tillverkning av neonrör på Torpa i Jönköping. Bolaget bytte 1960 namn till Igni Tronik Aktiebolag (ITAB), vilket framför allt tillverkade elektroniska tändsystem. Tord Johansson blev 1979 delägare i företaget, som då hette Itab Elektronik och Ljusskyltprodukter. Under 1980-talet utvecklades den nuvarande affärsidén om butiksinredningar. 
Företaget namnändrades 2004 till Itab Shop Concept. Från Itab har även det börsnoterade företaget Xano utvecklats av Tord Johansson. Itab Shop Concept AB:s aktier är sedan 2008 noterade på Stockholmsbörsens huvudlista, efter att tidigare varit noterade på First North.